# Giuseppe Bernasconi
Giuseppe Bernasconi (fl. XX secolo) è stato un cestista italiano.

## Carriera
In Serie A ha vestito la maglia di Varese, dal 1948 fino al 1957.